# 彼女は眼鏡HOLIC
『彼女は眼鏡HOLIC』（かのじょはめがねホリック）は、上栖綴人による日本のライトノベル。イラストはトモセシュンサクが担当。HJ文庫（ホビージャパン）より2008年7月から2009年2月まで刊行された。第2回ノベルジャパン大賞・優秀賞受賞作（受賞時のタイトルは「眼鏡HOLICシンドローム」）。

## あらすじ
特殊な能力をもつ眼鏡・「魔鏡」を収集し保全する組織・「アルハゼン」のエージェントである女子高校生・深鏡めめこは、眼鏡を狙うテロリスト・「眼鏡狩り」が潜伏しているという情報を聞き、捜査のために、全寮制の高校に入学する。同部屋の黒野亞衣を護衛することになる。

## 登場人物

### 主要人物
深鏡 めめこ（みかがみ - ）
本作の主人公。少女。「魔鏡」保全組織【アルハゼン】のエージェント。身長は144.5センチメートル。目は悪くないが眼鏡をかけている。
バストは69でAAカップ。
『眼鏡使い』。
黒野 亞衣（くろの あい）
本作のヒロイン。少女。
視力が悪く、眼鏡をかけており裸眼では0.01眼鏡をかけるとなんとか0.7。
「氷鉄の女王」と呼ばれている。
スリーサイズはB96W57H85。
めめことはルームメイト。

### アルハゼン
ルシア・リンドナー
女性。ドS。めめこの同僚。【アルハゼン】のスタッフ。お色気。
『葫蘆紫金紅鏡（ころしきんこうきょう）』という魔鏡を所持している。
レイ・アゴール
男性。【アルハゼン】のスタッフ。サングラスをかけている。
サングラスからブラックホールを出せるだけでなく、光を蓄積して放つこともできる。
サングラスには『色彩検索』という能力が備わっている。
ロバート・アーク
男性。【アルハゼン】の実働最強部隊である本部二課長。
フェンリルグラス所持者。
カティア・グロス
女性。【アルハゼン】本部一課。
若くして新しく本部一課長となる。
『パラケルススグラス』というSランクの魔鏡を所持しており、物質変換できる。
ゴールドスミス
本部長。男性。でっぷりとした体格。
第二営業部。

### ダヴィンチ・コンタクト
アキュビア
念動力。少女。
めめこに負ける。
深鏡 瞳士（みかがみ とうじ）
男性。【ダヴィンチ・コンタクト】の特別顧問。めめこの兄。
死んでいると思われていた。
リウ・ボシュロウ
男性。「炎王（えんおう）」の異名を持つ。
シーダ
女性。「土将（どしょう）」。
レイに負けて死ぬ。
ジョンスン
男性。「風帝（ふうてい）」。
カティアに負けて死ぬ。
メニオン・トラッド
男性。「水聖（すいせい）」。
ルシアに負けて死ぬ。

## 既刊一覧
- 上栖綴人（著） / トモセシュンサク（イラスト） 『彼女は眼鏡HOLIC』 ホビージャパン〈HJ文庫〉、全3巻
  1. 2008年7月1日初版発行（同日発売[16]）、ISBN 978-4-89425-730-6
  2. 2008年10月1日初版発行（同日発売[16]）、ISBN 978-4-89425-769-6
  3. 2009年2月1日初版発行（同日発売[16]）、ISBN 978-4-89425-820-4